# Mikołaj Spytek Ligęza
Mikołaj Spytek Ligęza herbu Półkozic (ur. przed 4 października 1563 – zm. między 4 a 21 sierpnia 1637 w Dąbrowie) – syn kasztelana wiślickiego Mikołaja Ligęzy i Elżbiety Jordanówny kasztelanki krakowskiej, I voto Stanisławowej Bonerowej. W 1590 w wieku 28 lat został kasztelanem czechowskim. W 1592 otrzymał od ojca starostwo żydaczowskie, zaś po jego śmierci objął 11 lipca 1603 starostwo bieckie. W 1613 został kasztelanem żarnowskim, w 1614 starostą ropczyckim, a w 1619 kasztelanem sandomierskim. Pułkownik wojska powiatowego województwa sandomierskiego w 1624 roku.
Dwukrotnie żonaty: po raz pierwszy z Elżbietą Kormanicką herbu Junosza (zm. 1602), córką kasztelana czechowskiego Auctusa i Anny z Lipnickich h. Hołobok; po raz drugi z Zofią Krasińską herbu Ślepowron (zm. 1642), córką wojewody płockiego Stanisława (zm. 1617) i jego drugiej żony, Anny Michowskiej herbu Rawicz. Dzięki zawartemu w 1584 małżeństwu z Elżbietą, wdową po Adamie Rzeszowskim, a następnie wykupowi pozostałych spadkobierców do 1605 stał się właścicielem całości Rzeszowa i otaczającego miasto klucza dóbr.

## Włości
Mikołaj Spytek Ligęza zostawił po sobie opinię dobrego gospodarza oraz hojnego fundatora kościołów, szpitali i przytułków dla biednych i starców, chociaż w dobrach swych stosował bezwzględnie uprawiany wyzysk feudalny i popadał w liczne konflikty z mieszczanami Biecza. W Rzeszowie ufundował klasztor oo. bernardynów (1629) i szpital dla ubogich, w Głogowie natomiast kościół parafialny z dzwonnicą, szpital dla ubogich oraz drewniany ratusz. Jedną z jego głównych inwestycji był zamek w Rzeszowie, który w pierwotnej formie powstał pod koniec XVI wieku, a następnie został gruntownie rozbudowany w 1620 w stylu Palazzo in fortezza. W latach 20. XVII w. Ligęza ufortyfikował także okoliczne miejscowości budując szereg ziemno-drewnianych warowni m.in. w Mrowli, Świlczy, Krasnem i Malawie. Jako starosta biecki troszczył się o dokończenie rozpoczętego przez ojca dzieła odbudowy fortyfikacji miejskich. Na podstawie królewskiego zezwolenia z 17 maja 1630 r. zbudował klasztor i kościół reformatów w Bieczu (na miejscu dawnego zamku).

## Działalność polityczna
Właściciel Rzeszowa miał spore ambicje polityczne. W 1616 roku wyznaczony został senatorem rezydentem. Uczestniczył w sejmach jako senator (zwłaszcza za panowania Zygmunta III Wazy), a wygłaszane przez niego mowy były uznawane przez współczesnych za godny naśladowania wzór. Dał się poznać jako dalekowzroczny i rozważny doradca polityczny. Popierając interesy kolejnych władców Ligęza otrzymywał od nich liczne beneficja i przywileje dla swoich miast. Prawdopodobnie „w podziękowaniu” od władcy otrzymał Głogów, a także liczne wolności po wielkim pożarze Rzeszowa w 1594. Na sejmie w Warszawie w styczniu 1635 roku przedstawił wniosek dotyczący przygotowania armii koronnej do walk przeciw Szwedom i Turkom.

## Działania zbrojne
Mikołaj Spytek Ligęza prowadził walki ze swoim sąsiadem i bratankiem Andrzejem Ligęzą, który dwukrotnie najechał Rzeszów (1603) paląc przedmieścia i zdobywając zamek. W odwecie Mikołaj złupił dobra krewniaka w Staroniwie i Zwięczycy. Konflikt wynikał prawdopodobnie ze sporu granicznego, a rozwiązany został dopiero wyrokiem sądu ziemskiego w Przeworsku, który wydał werdykt na korzyść Mikołaja.
Starosta sandomierski walczył także ze słynnym awanturnikiem z sąsiedniego Łańcuta, Stanisławem Stadnickim „Diabłem” (1600–1605) oraz jego synem Władysławem (1617-1619), który złupił Rzeszów na czele lisowczyków, przy czym bezpośrednią przyczyną konfliktu była rywalizacja między jarmarkami rzeszowskim i łańcuckim. W 1624 Ligęza skutecznie obronił przeprawę przez Wisłok w Rzeszowie przed czambułem tatarskim.

## Śmierć i podział majątku

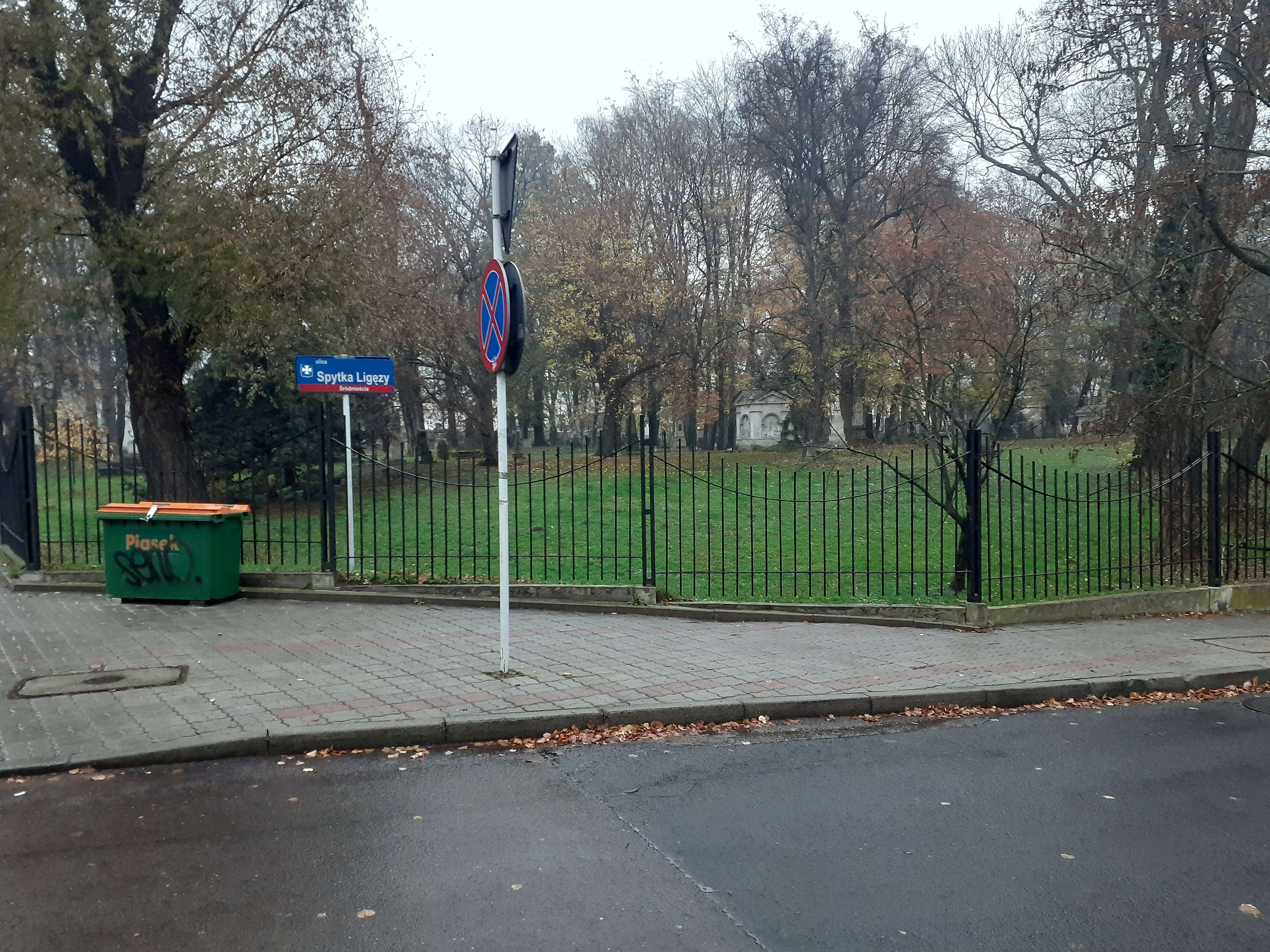
Ulica Spytka Ligęzy w Rzeszowie

Ligęza zmarł w Dąbrowie Tarnowskiej w sierpniu 1637 w wieku 75 lat. Wedle swego życzenia został pochowany pod progiem kościoła bernardynów w Rzeszowie. Ponieważ jego synowie ze związku z Elżbietą Kormanicką zmarli w dzieciństwie, swoją olbrzymią jak na owe czasy fortunę pozostawił dwóm córkom z małżeństwa z Zofią Krasińską – starszej Zofii Pudencjannie, która poślubiła w 1633 księcia Władysława Dominika Zasławskiego-Ostrogskiego, i młodszej Konstancji, od 1637 żonie Jerzego Sebastiana Lubomirskiego. Zgodnie ze sporządzonym przez Ligęzę aktem podziałowym, zatwierdzonym w Krakowie w 1631, Zofia otrzymała miasta Rzeszów (z zamkiem), Głowów i Sędziszów oraz 34 wsie i 25 folwarków (łącznie 351 łanów), natomiast Konstancja tylko jeden zamek w budowie, 25 wsi i 14 folwarków (razem 130 łanów). Ponieważ Zasławski okazał się marnym zięciem, w swoim testamencie z 4 sierpnia 1637 Ligęza zezwolił Konstancji i jej mężowi dochodzić swoich praw przeciwko nierównemu podziałowi z 1631. Natychmiast po śmierci Ligęzy Zasławski zbrojnie zajął przyznane swej żonie Rzeszów, Głowów i Sędziszów, a także rodowe dobra Ligęzów Dąbrowę i Gorzyce, które należały do działu Konstancji, ale przypadły czasowo jej matce jako dożywocie. Po zwrocie tych ostatnich dóbr przez Zasławskiego w 1638 na mocy wyroku komisji sądowej wziął je z kolei zajazdem w 1640 Lubomirski i trzymał być może już do śmierci teściowej w 1642. Już po śmierci obu Ligęzianek (Konstancji w 1648 i Zofii w 1649) w 1653 Jerzy Lubomirski uzyskał od Zasławskiego cesję jego części latyfundium Mikołaja Spytka Ligęzy z Rzeszowem.